# La liceale, il diavolo e l'acquasanta
La liceale, il diavolo e l'acqua santa è un film a episodi del 1979, diretto da Nando Cicero, diviso in tre episodi interpretati da Gloria Guida, Alvaro Vitali e Lino Banfi.

## Trama
- Nel primo episodio "Paradiso andata e ritorno", Luna, pur di realizzare il suo sogno di diventare cantante, è disposta a sedurre Ciclamino, il suo ingenuo e fragile angelo custode.
- Nel secondo episodio "Amore e manette", il poliziotto Carmelo Petralia, innamorato di Concetta, si ritrova come rivale un gay sul punto di convertirsi.
- Nel terzo episodio "Povero Diavolo", Lino accetta di vendere l'anima al diavolo pur di non essere sfrattato dalla sua abitazione. Poi però il diavolo si presenta veramente, anche per reclamare qualcos'altro di meno spirituale.

## Contenuto del film
A dispetto del titolo Gloria Guida non interpreta una liceale. 
Anche l'aspetto erotico è pressoché assente ed eccetto un velocissimo topless, di lato, della protagonista il film pur non finissimo, come diversi film del regista, non si può definire, appunto, un erotico. 
Inoltre il film non ebbe divieti. 
È l'unico film interpretato dall'imitatore, allora di una certa notorietà, Claudio Saint Just.